# 水無瀬駅

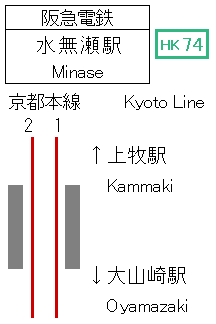
配線図

水無瀬駅（みなせえき）は、大阪府三島郡島本町水無瀬一丁目にある、阪急電鉄京都本線の駅。駅番号はHK-74。

## 概要
開業時の駅名は「桜井ノ駅」駅と、末尾に「駅」が付く駅名であった。この「駅」は宿駅（駅家）を指し、当駅はかつての駅家跡で史跡の桜井駅跡の最寄り駅である。桜井駅跡は楠木正成・正行親子が決別した桜井の別れの舞台であり、戦前から戦中にかけては楠木正成を信奉し駅跡を参拝する客で当駅もにぎわった。
2008年3月15日に西日本旅客鉄道（JR西日本）東海道本線（JR京都線）に島本駅が開業するまでは、島本町唯一の鉄道駅だった。

## 歴史
- 1939年（昭和14年）5月16日：京阪電気鉄道新京阪線の上牧駅[注釈 2] - 大山崎駅間に桜井ノ駅駅（さくらいのえきえき）として開業[3][4]。
- 1943年（昭和18年）10月1日：会社合併により京阪神急行電鉄（現在の阪急電鉄）の駅となる[3]。
- 1948年（昭和23年）1月1日：水無瀬駅に改称[3][注釈 3]。
- 1949年（昭和24年）12月1日：新京阪線が京都本線に改称され、当駅もその所属となる[3]。
- 1963年（昭和38年）
  - 4月24日：高架化工事のため東海道新幹線の線路を借用し、仮設ホームを設置して営業（下り、上りは5月11日から）[3][5][6]。
  - 12月29日：高架線竣工[3][6]。現ホームに移設。
- 2001年（平成13年）3月24日：延伸により8両編成対応ホームになる。
- 2011年（平成23年）3月16日：バリアフリー対応工事完成。
- 2013年（平成25年）12月21日：駅ナンバリングが導入され、使用を開始[7][8]。

## 駅構造
東海道新幹線の高架橋に並行して相対式ホーム2面2線を有する高架駅。改札口は1か所のみで、高架直下の地平にある。改札内コンコースとホームを連絡する階段はホームの河原町寄りに設けられている。なお、前述の東海道新幹線の線路を借用した際も高架駅として使用された。
トイレは改札内にある。
東海道新幹線と並走しているため、新幹線が通過するのを間近で見ることができる。

### のりば
| 号線 | 路線      | 方向 | 行先                                 |
| ---- | --------- | ---- | ------------------------------------ |
| 1    | ■京都本線 | 上り | 京都河原町・嵐山方面                 |
| 2    | ■京都本線 | 下り | 高槻市・淡路・大阪梅田・天下茶屋方面 |

※ 実際には構内にのりば番号表記はないが、スマートフォン向けアプリ「阪急沿線アプリ」の発車案内機能では、京都河原町方面が1号線、大阪梅田方面が2号線と表示されている。

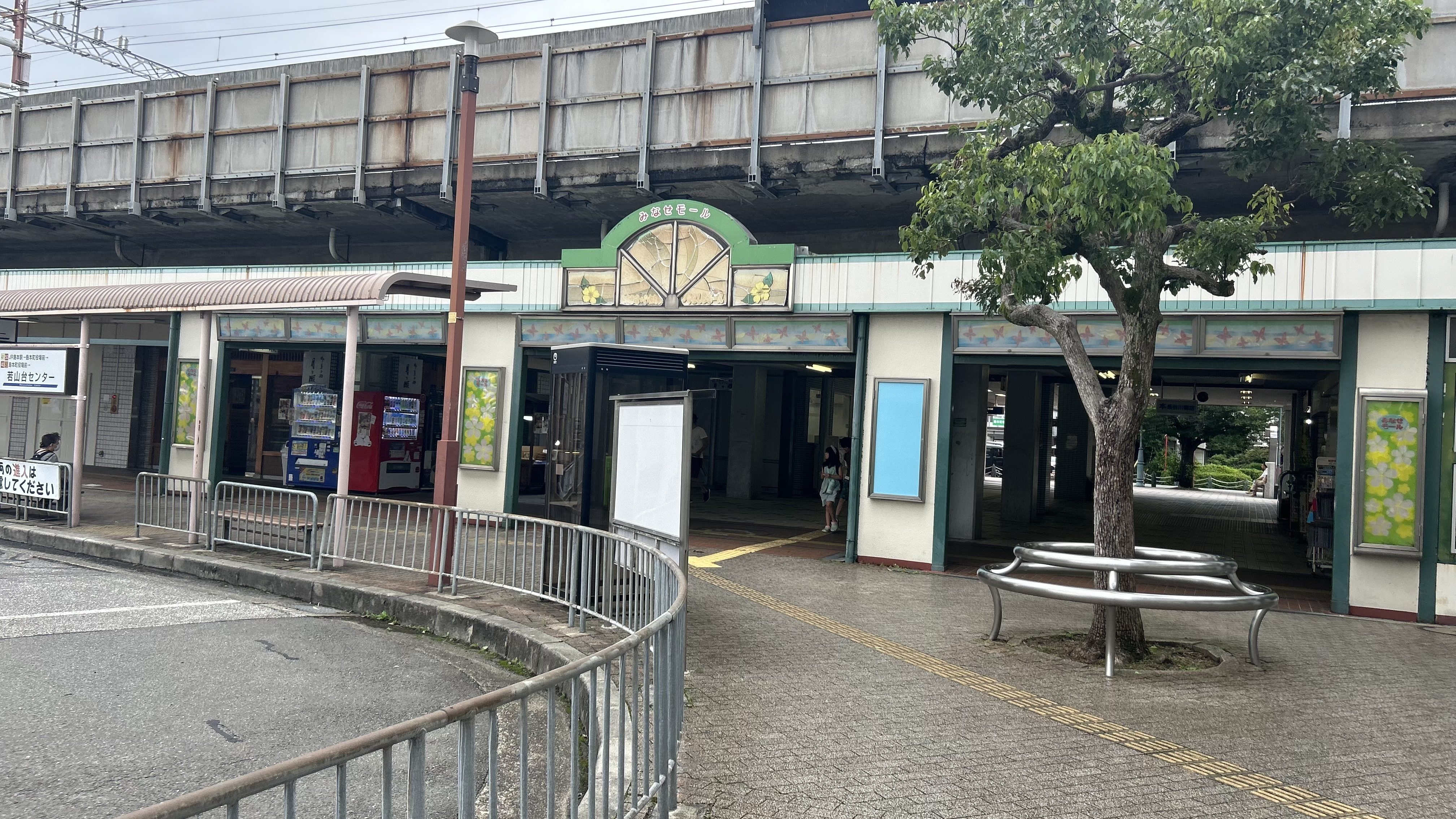
東口
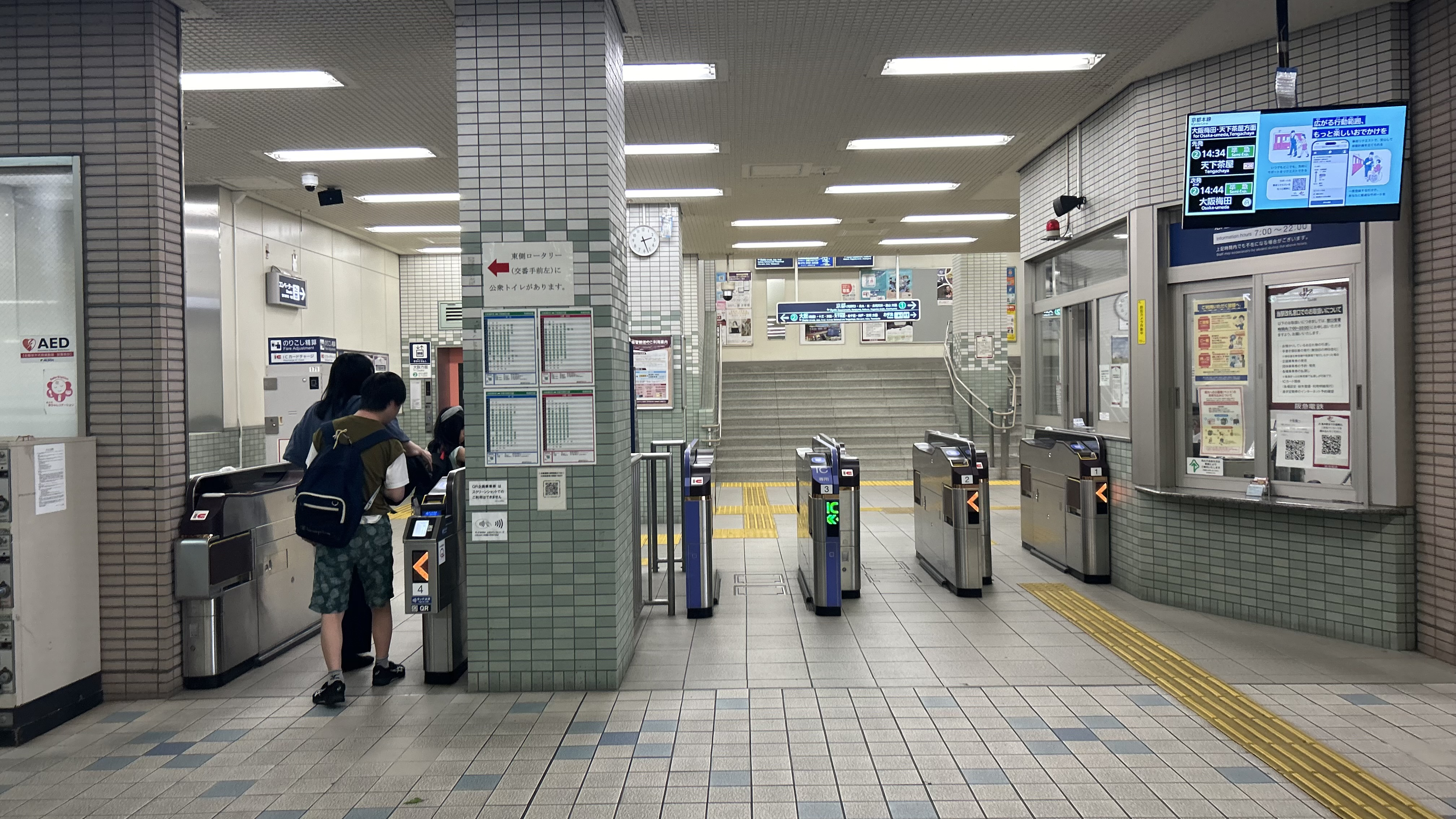
改札口
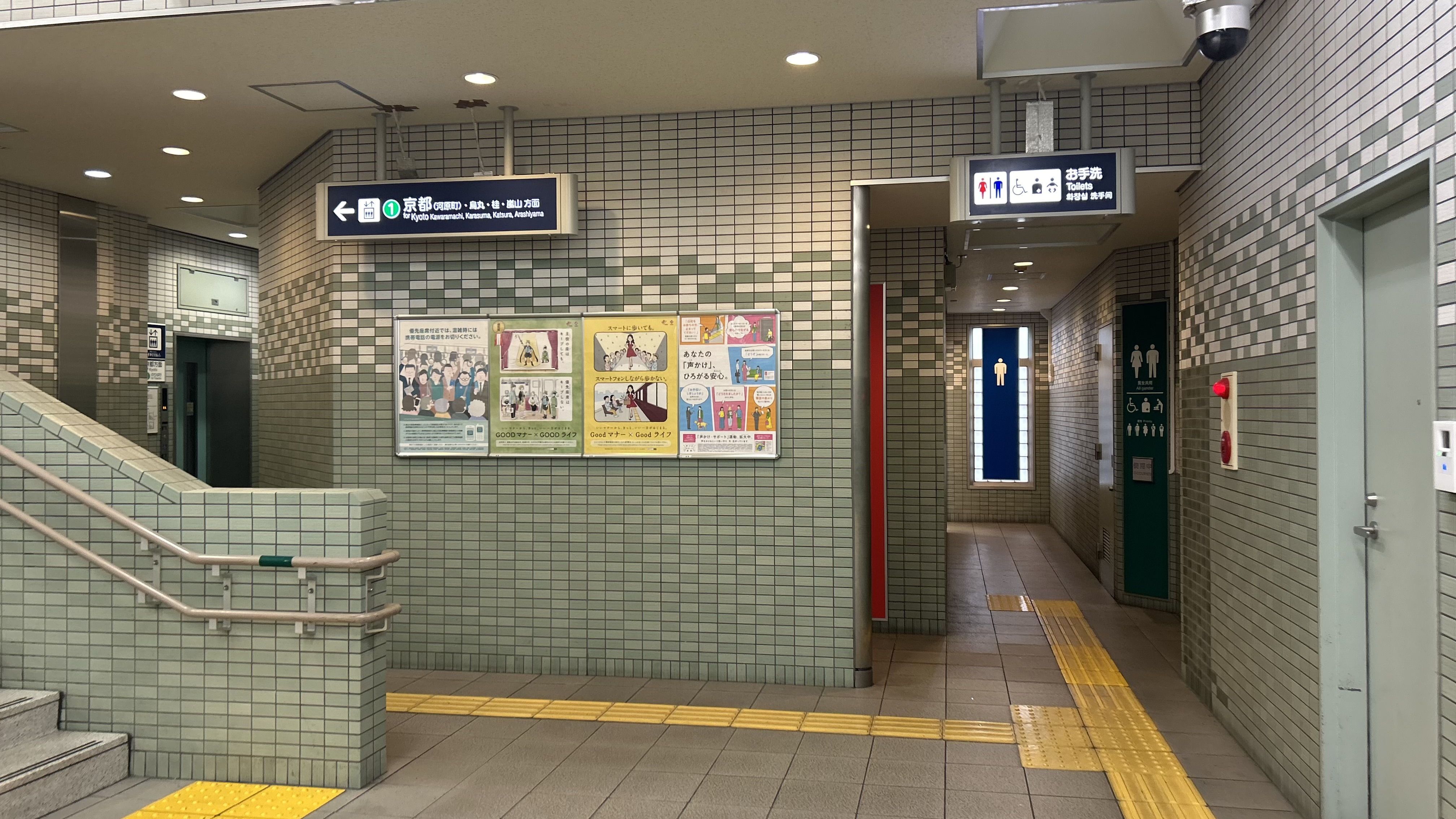
トイレ
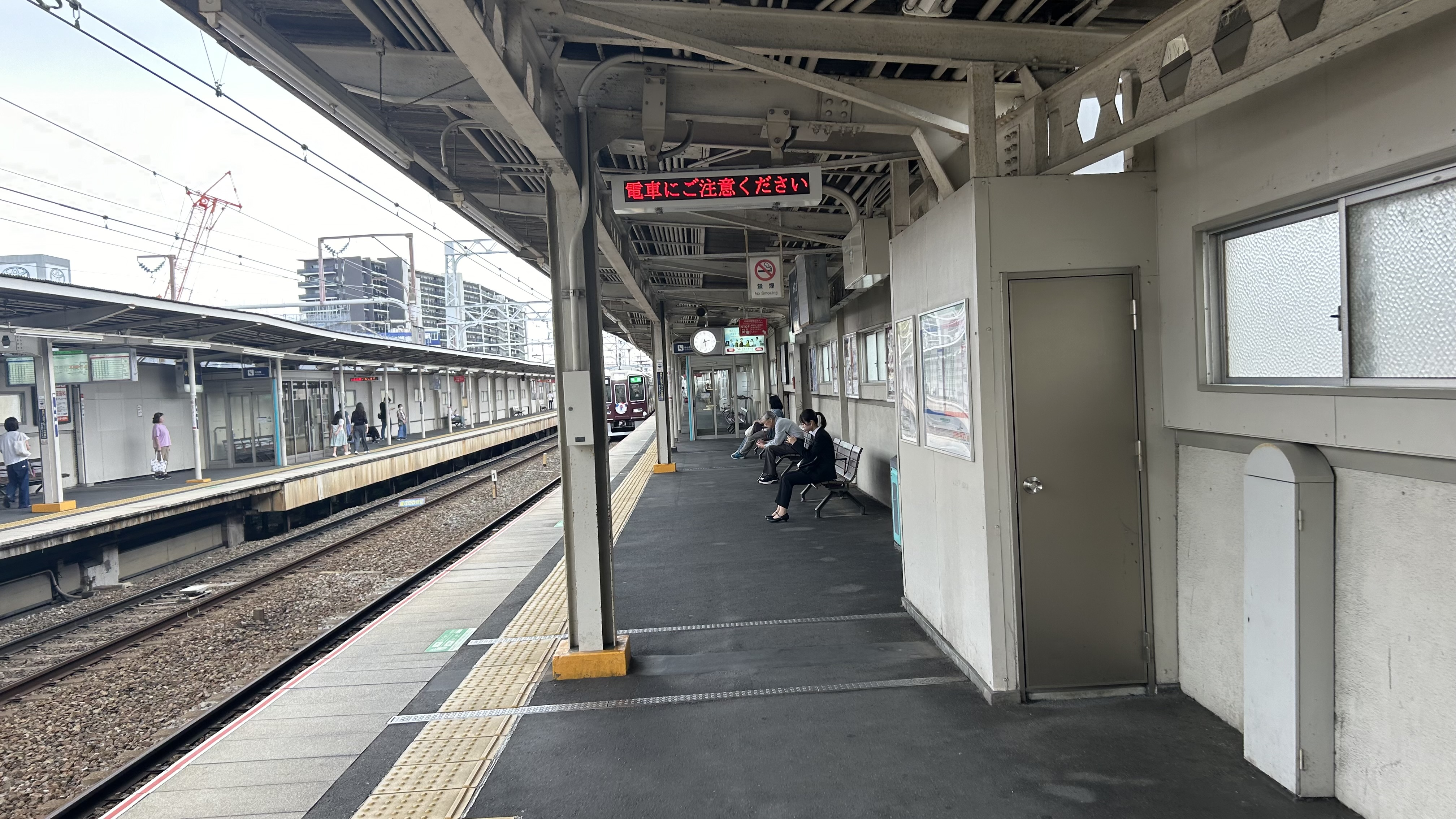
京都方面ホーム
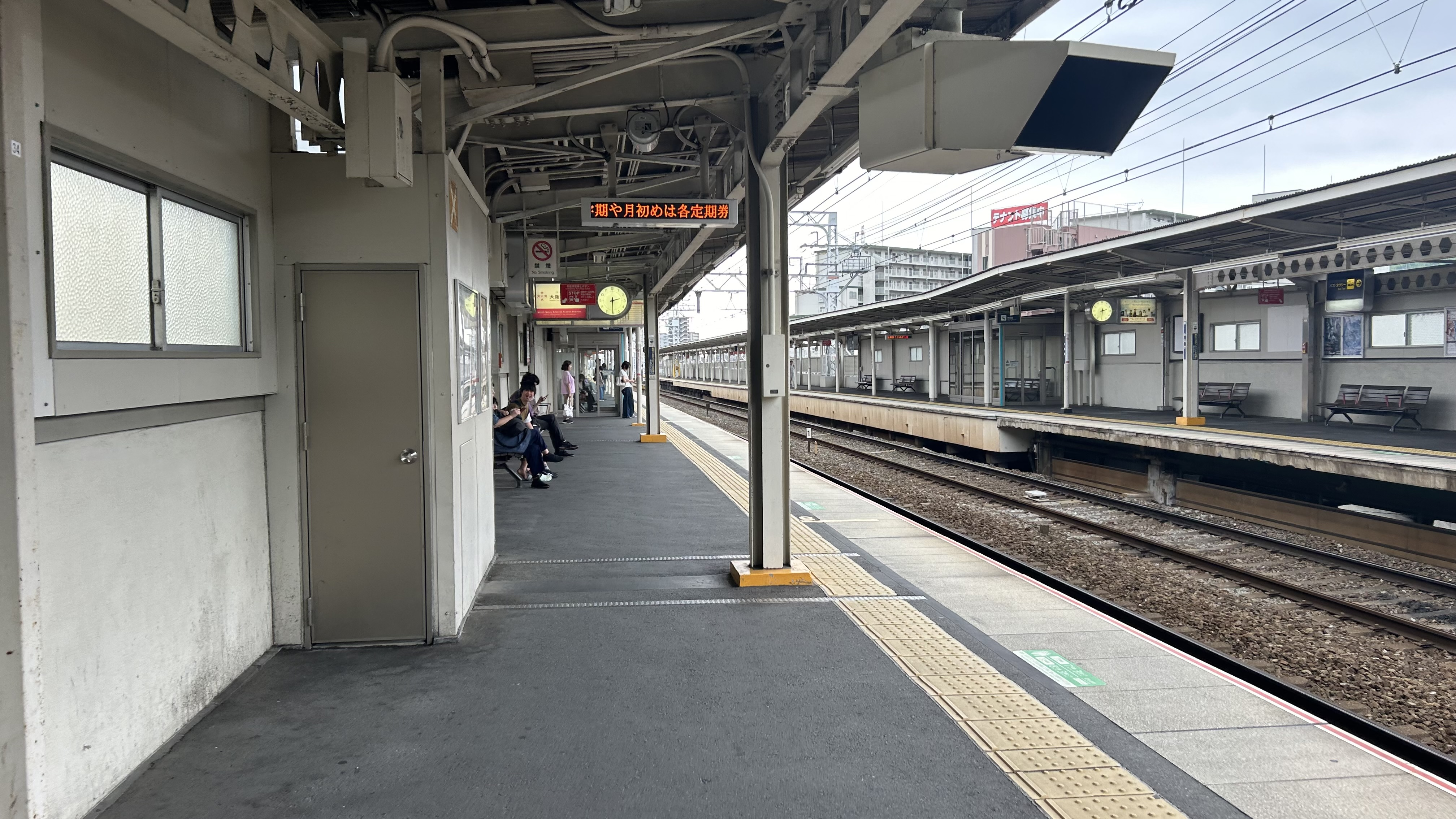
淡路方面ホーム
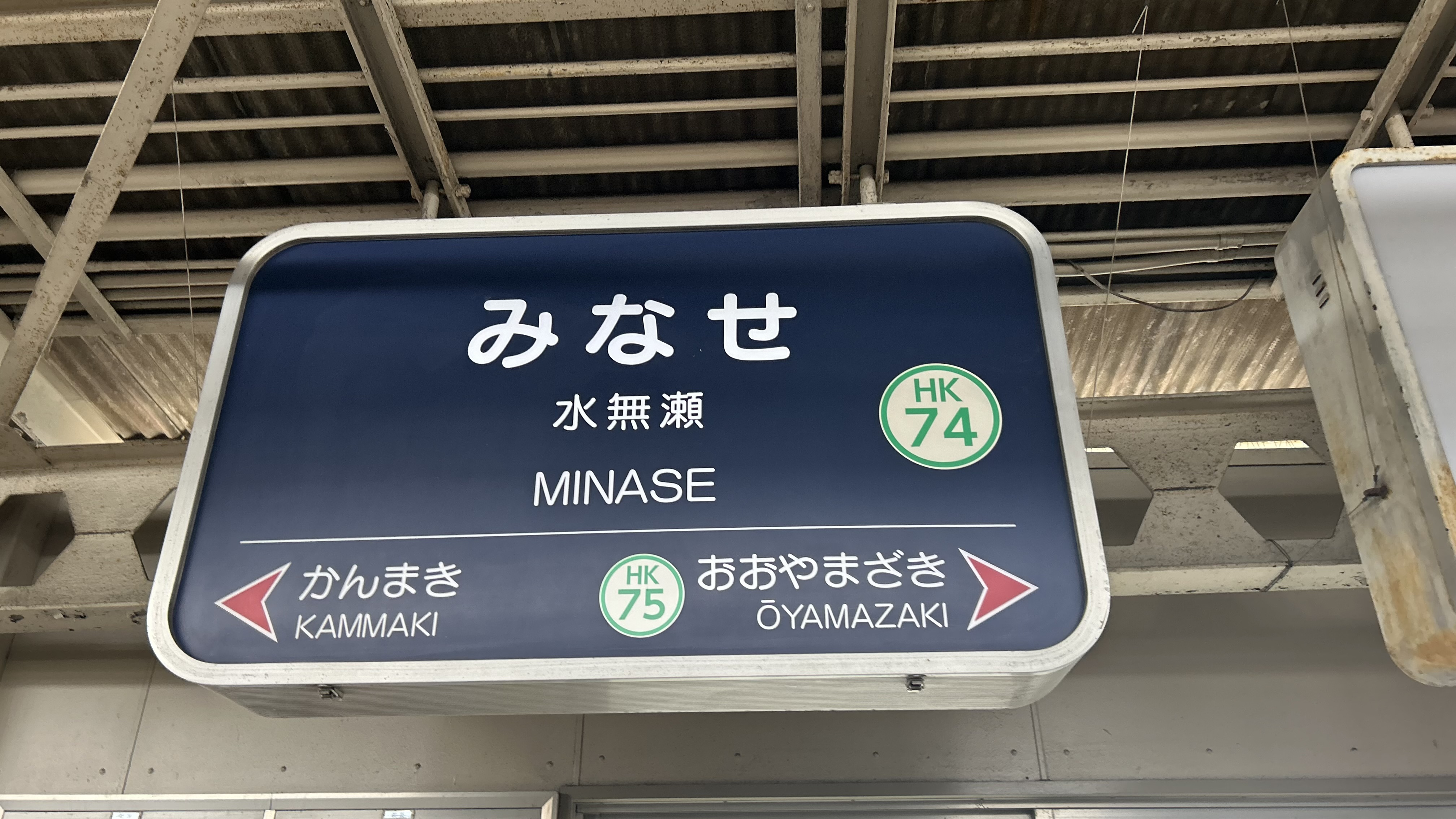
駅名標

## 利用状況
2021年（令和3年）度のある特定日における1日の乗降人員は10,074人である。
2008年（平成20年）にJR京都線の島本駅が開業したこともあり、2008年は2007年に比べて大きく利用者が減少した。
近年の特定日における1日の乗車・乗降人員数は下表の通り。
| 年度               | 特定日   | 特定日   | 出典        |
| 年度               | 乗降人員 | 乗車人員 | 出典        |
| ------------------ | -------- | -------- | ----------- |
| 1995年（平成07年） | 16,642   | 8,289    | [ 統計 1 ]  |
| 1996年（平成08年） | 16,972   | 8,446    | [ 統計 2 ]  |
| 1997年（平成09年） | 18,296   | 9,589    | [ 統計 3 ]  |
| 1998年（平成10年） | 16,856   | 8,359    | [ 統計 4 ]  |
| 1999年（平成11年） | -        | -        |             |
| 2000年（平成12年） | 16,659   | 8,447    | [ 統計 5 ]  |
| 2001年（平成13年） | 16,736   | 8,285    | [ 統計 6 ]  |
| 2002年（平成14年） | 16,392   | 8,257    | [ 統計 7 ]  |
| 2003年（平成15年） | 15,838   | 7,980    | [ 統計 8 ]  |
| 2004年（平成16年） | 15,671   | 7,673    | [ 統計 9 ]  |
| 2005年（平成17年） | 16,414   | 8,059    | [ 統計 10 ] |
| 2006年（平成18年） | 16,109   | 7,898    | [ 統計 11 ] |
| 2007年（平成19年） | 16,204   | 8,067    | [ 統計 12 ] |
| 2008年（平成20年） | 12,325   | 6,076    | [ 統計 13 ] |
| 2009年（平成21年） | 11,315   | 5,543    | [ 統計 14 ] |
| 2010年（平成22年） | 10,959   | 5,359    | [ 統計 15 ] |
| 2011年（平成23年） | 10,809   | 5,338    | [ 統計 16 ] |
| 2012年（平成24年） | 10,979   | 5,305    | [ 統計 17 ] |
| 2013年（平成25年） | 10,995   | 5,370    | [ 統計 18 ] |
| 2014年（平成26年） | 10,746   | 5,194    | [ 統計 19 ] |
| 2015年（平成27年） | 10,530   | 5,137    | [ 統計 20 ] |
| 2016年（平成28年） | 10,230   | 4,995    | [ 統計 21 ] |
| 2017年（平成29年） | 10,373   | 5,101    | [ 統計 22 ] |
| 2018年（平成30年） | 10,166   | 4,888    | [ 統計 23 ] |
| 2019年（令和元年） | 10,887   | 5,440    | [ 統計 24 ] |
| 2020年（令和02年） | 9,946    | 4,983    | [ 統計 25 ] |
| 2021年（令和03年） | 10,074   | 5,028    | [ 統計 26 ] |

## 駅周辺
駅開業に合わせて桜井駅跡と当駅を一直線で結ぶ楠公道路が敷設された。楠公道路は新旧の西国街道である国道171号と大阪府道67号西京高槻線を結ぶ道路でもある。翌1940年には京阪電気鉄道によって駅西口に青葉公園が開設された。戦後、青葉公園跡は島本町立第一中学校などへ転用された。
- 桜井駅跡 - 北西へ約550メートル
  - 桜井駅跡に隣接して2008年にJR京都線島本駅が開業。
- 水無瀬神宮
- 水無瀬の滝
- 島本水無瀬郵便局
- 日立金属山崎製作所
- 水無瀬病院
- 島本町立第一中学校
- 島本町立第四小学校
- みなせモール
- 島本町立歴史文化資料館
- 島本町役場
- 島本町立図書館

## バス路線
駅東口のロータリー上に「阪急水無瀬駅」停留所があり、阪急バス若山台線（島本町内唯一のバス路線）が乗り入れている。
| のりば | 系統・行先                 | 備考                         |
| ------ | -------------------------- | ---------------------------- |
| 1      | 41系統：若山台センター     | 最終便は深夜バス（運賃倍額） |
| 1      | 50系統：若山台センター     |                              |
| 1      | 40・51系統：若山台センター | JR島本駅は経由しない         |
| 2      | 41・51系統：新山崎橋       | 本数わずか                   |

## 隣の駅
阪急電鉄
■京都本線
■快速特急・■特急・■通勤特急・■準特急・■急行
通過

■準急・■普通
上牧駅 (HK-73) - 水無瀬駅 (HK-74) - 大山崎駅 (HK-75)